# Auckland University Press
Auckland University Press (AUP) – wydawnictwo University of Auckland, założone w 1966 roku. Wydaje publikacje poświęcone historii Nowej Zelandii, biografie, poezje, opowiadania i eseje, a także opracowania naukowe.

## Nagrody
- Publikacje wydawane AUP zdobyło szereg prestiżowych nagród, w tym trzykrotnie Montana New Zealand Book Awards oraz dwukrotnie NZ Post Book Awards for Children and Young People.